# 2,6-Diklorbensonitril
2,6-Diklorbensonitril (DCBN) är en herbicid. Det kan döda såväl enhjärtbladiga som tvåhjärtbladiga växter, men är bara svagt giftigt för människor.
Ämnet är något flyktigt med ångtrycket 0,088 Pa vid 20 °C och svagt lösligt i organiska lösningsmedel.
DCBN kan genom hydrolys nedbrytas till 2,6-diklorbensamid (BAM), som, om det når grundvattnet, kan göra detta otjänligt som dricksvatten. Användning av DCBN har därför numera förbjudits i Sverige.
Enligt "Kortfattat om BAM" är BAM en nedbrytningsprodukt av diklobenil (2,6-diklorbensonitril) som ingår i
totalbekämpningsmedlet Totex strö (förbjudet sedan 1989) och även i Casoran, Prefix och
Sanafoam vaporooter (förbjudna 1990, respektive 1985). 

## Artikelursprung
Den här artikeln är helt eller delvis baserad på material från engelskspråkiga Wikipedia, tidigare version.